# Liste der Kulturdenkmale in Illerrieden
In der Liste der Baudenkmale in Illerrieden sind die Baudenkmale der Gemeinde Illerrieden und ihrer Teilorte verzeichnet. Sie leitet sich aus der Liste des Landesdenkmalamtes Baden-Württemberg, dem „Verzeichnis der unbeweglichen Bau- und Kunstdenkmale und der zu prüfenden Objekte“ ab. Die Teilliste für den Alb-Donau-Kreis hat den Stand vom 16. April 2009 und verzeichnet sechs unbewegliche Bau- und Kunstdenkmäler. Dieses Verzeichnis ist jedoch nicht öffentlich und kann nur bei „berechtigtem Interesse“ eingesehen werden. Die folgende Liste ist daher nicht vollständig und beruht auf anderweitig veröffentlichten Angaben.

## Allgemein
- Bild: Zeigt ein ausgewähltes Bild aus Commons, „Weitere Bilder“ verweist auf die Bilder im Medienarchiv Wikimedia Commons.
- Bezeichnung: Nennt den Namen, die Bezeichnung oder die Art des Kulturdenkmals.
- Lage: Straßenname und Hausnummer oder Flurstücknummer des Kulturdenkmals, gegebenenfalls auch den Ortsteil. Die Grundsortierung der Liste erfolgt nach dieser Adresse. Der Link (Karte) führt zu verschiedenen Kartendiensten mit der Position des Kulturdenkmals. Fehlt dieser Link, wurden die Koordinaten noch nicht eingetragen. Sind diese bekannt, können sie über ein Tool mit einer Kartenansicht einfach nachgetragen werden. In dieser Kartenansicht sind Kulturdenkmale ohne Koordinaten mit einem roten bzw. orangen Marker dargestellt und können durch Verschieben auf die richtige Position in der Karte mit Koordinaten versehen werden. Kulturdenkmale ohne Bild sind an einem blauen bzw. roten Marker erkennbar.
- Datierung: Baubeginn, Fertigstellung, Datum der Erstnennung oder grobe zeitliche Einordnung entsprechend des Eintrags in der zuständigen Denkmaldatenbank (Landesamt für Denkmalpflege Baden-Württemberg).
- Beschreibung: Kurzcharakteristik des Kulturdenkmals.

## BaudenkmälerIllerrieden
| Bild           | Bezeichnung                   | Lage                              | Datierung | Beschreibung | ID                       |
| -------------- | ----------------------------- | --------------------------------- | --------- | --- | ------------------------ |
|                | Kirche zur hl. Dreifaltigkeit | Erzabt-Brechter-Straße 12 (Karte) | 1970      | Römisch-katholische Kirche im Ortsteil Dorndorf Geschützt nach § 42 DSchG                                                                           | Wikidata-Objekt anzeigen |
| Weitere Bilder | St. Agatha                    | Kirchweg 1 (Karte)                | 1465      | Römisch-katholische Kirche Geschützt nach § 42 DSchG                                                                                                | Wikidata-Objekt anzeigen |
| Weitere Bilder | Heilig-Kreuz-Kirche           | Pfarrer-Braig-Straße 6 (Karte)    | 1970      | Römisch-katholische Kirche, (aufgrund des Baujahrs ist zu bezweifeln, dass die Kirche wirklich dem Denkmalschutz obliegt) Geschützt nach § 42 DSchG | Wikidata-Objekt anzeigen |